# Tommy Elphick
Tommy Elphick, född 7 september 1987 i Brighton, är en engelsk fotbollsspelare. Han har tidigare spelat för bland annat Brighton & Hove Albion och Bournemouth.

## Karriär
Elphick debuterade i Premier League den 8 augusti 2015 i en 1–0-förlust mot Aston Villa. 
Den 29 januari 2018 lånades Elphick ut till Reading över resten av säsongen 2017/2018. Den 31 augusti 2018 lånades Elphick ut till Hull City på ett låneavtal över säsongen 2018/2019. Den 29 december 2018 återkallades Elphick av Aston Villa.
Den 15 juni 2019 värvades Elphick av Huddersfield Town, där han skrev på ett tvåårskontrakt.